# Залесе-Старі
Залесе-Старі (пол. Zalesie Stare) — село в Польщі, у гміні Чижев Високомазовецького повіту Підляського воєводства.
Населення — 64 особи (2011).
У 1975-1998 роках село належало до Ломжинського воєводства.

## Демографія
Демографічна структура станом на 31 березня 2011 року:
|          | Загалом | Допрацездатний вік | Працездатний вік | Постпрацездатний вік |
| -------- | ------- | ------------------ | ---------------- | -------------------- |
| Чоловіки | 33      | 7                  | 22               | 4                    |
| Жінки    | 31      | 8                  | 13               | 10                   |
| Разом    | 64      | 15                 | 35               | 14                   |